# Luzulaspis dactylis
Luzulaspis dactylis är en insektsart som beskrevs av Green 1928. Luzulaspis dactylis ingår i släktet Luzulaspis och familjen skålsköldlöss. Inga underarter finns listade i Catalogue of Life.